# Billy Fury
Billy Fury (nombre artístico de Ronald William Wycherley, Liverpool, 17 de abril de 1940 – Londres, 28 de enero de 1983), fue un cantante de rock y pop británico, una de las primeras estrellas británicas del rock and roll y del cine. Igualó el récord de 24 éxitos de los Beatles en la década de 1960, y 332 semanas de presencia en las listas del Reino Unido, sin un sencillo o álbum que encabezara la lista. Originariamente integrante del ambiente Mersey-Beat de Liverpool, compuso sus propias canciones. Su carrera se desarrolló desde finales de los años 1950 hasta la década de los años 1980.

## Biografía
Ronald recibió su primera lección de piano a los once años de edad, y tres años más tarde tuvo su primera guitarra. Tras salir de la escuela trabajó en el buque "Formby", donde conoció a marinos americanos que le enseñaron los estilos country y western. Más adelante formó su propio conjunto, el "Formby Sniffle Group", que actuaba en cafés. En 1957 escribió para Margo King la canción Margo (Don't Go). En 1958 grabó una prueba que envió al empresario Larry Parnes, quien quedó suficjentemente impresionado como para contratarlo, y le sugirió cambiar su nombre por el de Billy Fury. Comenzó pronto a realizar giras, y grabó un primer éxito para la compañía discográfica Decca: "Maybe Tomorrow" en 1959, que llegó al número 20 en las listas de éxitos. Para marzo de 1960, su éxito "Colette" llegó al puesto número 9 en el Reino Unido, al que seguirían luego "That's Love", y su primer álbum, "The Sound Of Fury" (1960), donde también aparecía un joven Joe Brown en la primera guitarra, y el apoyo vocal de fondo de los "4 Jays". Este grupo vocal se convertiría en "The Fourmost" tres años más tarde. 
Tras otros éxitos, Billy se uniría a la banda The Blue Flames, a la que pertenecía el teclista Georgie Fame. The Blue Fames realizaron una audición para Parnes en Liverpool. Entre los grupos no seleccionados para ser su banda de respaldo, estaba la primera formación de "The Beatles", debido en parte, a que el primer bajista que tuvieron, Stuart Sutcliffe, tocó de espaldas al empresario. Los Beatles se desquitaron de todos modos, saliendo de gira por Escocia con Johnny Gentle y Duffy Power, que eran otros de los patrocinados por Parnes. El mencionado Power, sería el responsable del segundo cover de los Beatles en forma de sencillo: "I Saw Her Standing There".
Fury se concentraría menos en el rock and roll, y más en las baladas pop, tales como "Halfway To Paradise" y "Jealousy" (ambas de 1961, la primera llegó al número 3 y la otra al número 2 en las listas de sencillos británicos). Decca decidió promocionar a Fury como un ídolo de adolescentes, después de que su segunda canción, "My Christmas Prayer", no alcanzara las listas.
Billy Fury apareció en numerosos programas de TV y en series y películas. En 1962 voló junto con Larry Parnes a Los Ángeles para entregarle a Elvis Presley varios discos de Plata y Oro. En ese año, se convirtió en el primer cantante en actuar con Elvis, quien le recomendó para que grabara un tema de su nueva película, "Because Of Love". 
También interpretó allí un sencillo de "Gladys Knight and the Pips", llamado "Letter Full Of Tears". El mismo año realizó su primera película: "Play It Cool", siguiendo el modelo de las películas de Elvis Presley, protagonizada por Helen Shapiro, Kenny Lynch, Shane Fenton, y Bobby Vee. La canción "Once Upon A Dream" que aparecía en la película se convirtió en un éxito.
A finales de 1963, Decca dispuso que Fury realizara un cover para lo que parecía un naciente éxito americano, el mismo que London Records había realizado recientemente con Barbara Chandler. Pero el tema "Do You Really Love Me Too", no sería especialmente recordado.
Tras aparecer en la película "I've Gotta Horse" (1965), y alcanzar otros éxitos en el Reino Unido, en 1965 tuvo con "Thoughts Of You" su último Top-10-Hit. Su salud comenzaba a deteriorarse, y redujo por un tiempo sus apariciones. Su problema se remontaba a cuando de niño había padecido unas fiebres reumáticas que afectaron a su corazón de forma permanente. Billy siempre fue consciente de que no alcanzaría una edad muy avanzada. De ahí su amor por los coches rápidos y por una vida muy intensa. A partir de 1966 desapareció de las listas y de las giras. Amante de la ornitología, en esta época de su vida se convirtió en un destacado observador de pájaros.
Durante este período de retiro, escribió y grabó numerosas canciones, que no fueron éxitos comerciales, y tampoco se lanzaron tras su muerte. Se casó con Judith Hall en 1969, pero la pareja no duró mucho tiempo unida. Luego vivió con Lisa Rose. Fury sufría depresiones y problemas alcohólicos, a los que se agregaron sus dificultades financieras. 
En 1971 se levrealizó su primera operación de corazón. En 1973 abandonó su retiro para interpretar al roquero Stormy Tempest en la película "That'll Be The Day". El film lo protagonizaban David Essex y Ringo Starr, estaba basado en los primeros tiempos de los Beatles. Ringo Starr era de la misma zona de Liverpool que Fury, y había tocado originalmente la batería para "Rory Storm & The Hurricanes".
Fury grabó de nuevo en esta época su éxito de 1961: "A Thousand Stars". En 1976 se le realizó una segunda operación de corazón. Grabó un 'álbum retorno' entre 1981 y 1982, titulado "The One And Only" (editado póstumamente) con el productor Stuart Coleman, incluyendo varios sencillos. También grabó una actuación en vivo para el espectáculo de televisión "Inforgetable", promocionando el nuevo álbum, y tocando así mismo algunos antiguos éxitos. 
En marzo de 1982 sufrió un grave infarto, con parálisis y ceguera temporal. Posteriormente se iría deteriorando de forma progresiva su salud. A pesar de estar al tanto del riesgo que corría, se embarcó en una gira más, que habría de ser la última. Billy Fury murió el 28 de enero de 1983, tras una actuación en el teatro Beck de Hayes, Hillingdon, donde hoy se exhibe una placa conmemorativa de su última presentación.
El bajista Roger Cover recordó que Billy sabía que iba a morir, pero no quería interrumpir la gira de ningún modo. Stuart Coleman dijo que quiso marcharse así, en un último y glorioso final.

## Discografía

### Singles
- Maybe Tomorrow / Gonna Type A Letter (1959)
- Margo / Don't Knock Upon My Door (1959)
- Angel Face / Time Has Come (1959)
- My Christmas Prayer / Last Kiss (1959)
- Colette / Baby How I Cried (1960)
- That's Love / You Don't Know (1960)
- Wondrous Place / Alright Goodbye (1960)
- A Thousand Stars / Push Push (1960)
- Don't Worry / Talkin' In My Sleep (1961)
- Halfway To Paradise / Cross My Heart (1961)
- Jealousy / Open Your Arms (1961)
- I'd Never Find Another You / Sleepless Nights (1961)
- Letter Full Of Tears / Magic Eyes (1962)
- Last Night Was Made For Love / A King For Tonight (1962)
- Once Upon A Dream / If I Lose You (1962)
- Because Of Love / Running Around (1962)
- Like I've Never Been Gone / What Do You Think You're Doing (1963)
- When Will You Say: "I Love You"? / All I Wanna Do Is Cry (1963)
- In Summer / I'll Never Fall In Love Again (1963)
- Somebody Else's Girl / Go Ahead And Ask Her (1963)
- Do You Really Love Me Too? / What Am I Going To Do (1963)
- I Will / Nothin' Shakin' (1964)
- It's Only Make Believe / Baby What Do You Want Me To Do (1964)
- Hippy Hippy Shake / Glad All Over (1964)
- I'm Lost Without You / You Better Believe It Baby (1965)
- In Thoughts Of You / Away From You (1965)
- Run To My Lovin' Arms / Where Do You Run (1965)
- I'll Never Quite Get Over You / I Belong To The Wind (1966)
- Don't Let A Little Pride Stand In Your Way / Didn't See The
- Real Thing Come Along (1966)
- Give Me Your Word / She's So Far Out She's In (1966)
- Hurtin' Is Loving / Things Are Changing (1967)
- Loving You / I'll Go Along With It (1967)
- Suzanne In The Mirror / It Just Don't Matter Now (1967)
- Beyond The Shadow Of A Doubt / Baby Do You Love Me (1968)
- Silly Boy Blue / One Minute Woman (1968)
- Phone Box / Any Morning Now (1968)
- Lady / Certain Things (1968)
- I Call For My Rose / Bye Bye (1969)
- All The Way To The USA / Do My Best For You (1969)
- Why Are You Leaving? / Old Sweet Roll (1970)
- Paradise Alley / Well Alright (1970)
- Will The Real Man Stand Up? / At This Stage (1972)
- I'll Be Your Sweetheart / Fascinating Candle Flame (1974)
- Halfway To Paradise / Turn My Back On You (1976)
- Jealousy / Last Night Was Made For Love (1978)
- Don't Knock Upon My Door / Margo (1979)
- Gonna Type A Letter / Maybe Tomorrow (1979)
- Be Mine Tonight / No Trespassers (1981)
- Love Or Money / Love Sweet Love (1982)
- Devil Or Angel / Don't Tell Me Lies (1982)
- Halfway To Paradise / Cross My Heart (1983)
- Devil Or Angel / Lost Without You 1983(Flexidisk, con folleto extra 'Tribute To Billy Fury')
- Let Me Go Lover / Your Words (sólo 200 ejemplares editados) (1983)
- Forget Him / Your Words (1983)
- Halfway To Paradise / Last Night Was Made For Love (1983)
- Halfway To Paradise / Last Night Was Made For Love (1983)
- Jealoousy / I Will (1983)

### Maxis
- Maybe Tomorrow (1959)
- Billy Fury (1961)
- Billy Fury No 2 (1962)
- Play It Cool (1962)
- Billy Fury Hits (1962)
- Discs-A-Gogo (Diferentes Artistas– Billy Fury participa con Don't Walk Away) (1963)
- Billy Fury And The Tornados (1963)
- Am I Blue (1963)
- Billy Fury And The Gamblers (1965)
- Long Live Rock (Diferentes Artistas – Billy Fury participa con Long Live Rock und A Thousand Stars) (1973)
- Single Heroes (Diferentes Artistas – Billy Fury participa con Wondrous Place) (1982)
- My Christmas Prayer (1983)
- Suzanne In The Mirror (1985)

### Álbumes
- Sound Of Fury (1960)
- Billy Fury (1960)
- Halfway To Paradise (1961)
- Billy (1963)
- We Want Billy (1963) MONO
- We Want Billy (1963) STEREO
- I've Gotta Horse (1965)
- Best Of Billy Fury (1967)
- World Of Billy Fury (1972)
- The Billy Fury Story (1977)
- Billy Fury – The Golden Years (1979)
- World Of Billy Fury, Volume 2 (1980)
- Sound Of Fury (1981) (Relanzamiento de: 'The Sound Of Fury' 1960)
- Hit Parade (1982)
- Billy Fury In Interview With Stuart Coleman (sólo 200 copias) (1983)
- We Want Billy (1983) Relanzamiento de: We Want Billy 1963
- The One And Only Billy Fury (1983)
- Memories (Relanzamiento de Billy Fury – The Golden Years) (1983)
- The Missing Years 1967-80 (1983)
- Loving You (1984)
- The Other Side Of Billy Fury (1984)
- Sticks 'n' Stones (1985)
- The EP Collection (1985)
- Billy (1986) Relanzamiento de: 'Billy' 1963)
- Billy Fury (1986) Relanzamiento de: 'Billy Fury' 1960)
- Halfway To Paradise (1986) Relanzamiento de: 'Halfway To Paradise' 1961)
- The Collection (1987)
- Hit Parade (1987) (Relanzamiento de: 'Hit Parade' 1982)
- The Best Of Billy Fury (1987) (Relanzamiento de: B.F.- The Golden Years -1983)
- The Sound Of Fury (2000) Relanzamiento de: 'The Sound Of Fury' 1960 und 1981)
- The Very Best Of Billy Fury CD (1987)
- The Sound Of Fury + 10 (CD- Relanzamiento de. Sound Of Fury con 10 canciones añadidas) (1988)
- Billy Fury - The Collection (1992)
- The Other Side Of Billy Fury CD (1993)
- The 40th Anniversary Anthology CD (1998)
- Wondrous Place Live CD (2000)
- The Sound Of Fury CD (2000)
- Billy Fury Unplugged (2000)